# Carlos Paião
Carlos Paião (Coímbra, 1 de noviembre de 1957 - Rio Maior, 26 de agosto de 1988) fue un cantante y compositor portugués.
Licenciado en Medicina por la Universidad de Lisboa (1983), acabó por dedicarse exclusivamente a la música. Desde muy pronto Carlos Paião demostró ser un compositor prolífico, tanto que en 1978 tenía ya escritas más de doscientas canciones. 
En 1981 decide enviar algunas de ellas al Festival RTP da Canção, cuando este certamen representaba una plataforma para el éxito y la fama en la música portuguesa. Play-Back ganó el Festival RTP da Canção de 1981 com unos aplastantes 203 puntos, dejando atrás competidores tan fuertes como las Doce. La canción, una crítica divertida, pero contundente, de los artistas que cantan en playback, quedó en penúltimo lugar en el Festival de Eurovisión de 1981, que se celebró en Dublín, Irlanda. Tal clasificación no "pellizcó" mínimamente la popularidad de Carlos Paião, porque, aún en ese año, editó otro sencillo de éxito que mantiene su popularidad hoy: Pó de Arroz. El éxito siguiente fue la Marcha do Pião das Nicas, que dejaba de nuevo patente su lado satírico.
Algarismos (1982) fue su primero LP, que no obtuvo entonces el reconocimiento deseado. Surgió entretanto la oportunidad de participar en el programa de televisión Foguete, con António Sala y Luís Arriaga. En otro programa, Hermanias (1984), Carlos Paião compuso todas las músicas y letras de Serafim Saudade, una caricatura creada por Herman José, ya entonces una de las figuras más populares de la televisión portuguesa. 
En 1983, cantaba con Cândida Branca Flor, con quien interpretó um dueto muy patriótico titulado Vinho do Porto (Vinho de Portugal), que alcanzó el tercer puesto en el Festival RTP da Canção. En 1985, concurrió al Festival Mundial de Música Popular de Tokio (World Popular Song Festival of Tokio), y su canción fue una de las 18 seleccionadas entre más de 2.000 de 58 países.
La editora EMI - Valentim de Carvalho incluso había llegado a encargar a Carlos Paião canciones para otros artistas, entre ellos Herman José, que alcanzaría un gran éxito con A Canção do Beijinho, y Amália Rodrigues, para quien escribió O Senhor Extra-Terrestre (1982), cuya letra llegó a constar en un manual para alumnos de primaria.
El 26 de agosto de 1988, camino de un espectáculo en Leiría, muere en un accidente de tráfico en la antigua carretera EN1, la actual IC2 en el término municipal de Rio Maior. Por aquel entonces, Paião estaba preparando un nuevo álbum titulado Intervalo, que acabó siendo editado en septiembre de ese año, y cuyo tema más exitoso fue Quando as nuvens chorarem.
Compositor, intérprete e instrumentista, Carlos Paião produjo más de quinientas canciones, habiendo sido homeajeado en 2003 con un cedé conmemorativo de los 15 años de su desaparición - Carlos Paião: Letra e Música - 15 anos depois (Valentim de Carvalho).

## Discografía
- Algarismos - LP (EMI, 1982)
- O Melhor de Carlos Paião - Recopilación (EMI, 1985)
- Intervalo - LP (EMI, 1988)
- O Melhor de Carlos Paião - Recopilación de 2CD (EMI, 1991)
- Os Singles - Recopilación (EMI, 1993)
- Pó de Arroz - Colecção Caravela / Recopilación (EMI, 1996)
- Cinderela - Colecção Caravela / Recopilaicón (EMI, 1997)
- Letra e Música: 15 anos depois - Recopilación (EMI, 2003)
- Play-Back - Colecção Caravelas / Recopilación (EMI, 2004)

### Singles
- Souvenir de Portugal / Eu Não Sou Poeta (EMI, 1981)
- Play Back (EMI, 1981)
- Pó de Arroz / Gá-gago (EMI, 1981)
- Marcha do Pião das Nicas / Telefonia Nas Ondas do Ar (EMI, 1982)
- Zero a Zero / Meia Dúzia (EMI, 1982)/
- Vinho do Porto, Vinho de Portugal - con Cândida Branca Flor (1983)
- O Foguete (1983)
- Versos de Amor (EMI, 1985)
- Arco Íris (EMI, 12/1985)
- Discoteca (EMI, 198?)
- Cinderela (EMI, 198?)
- Cegonha (EMI, 12/1986)
- Quando as Nuvens Chorarem (EMI, 1988)